# Khouribga
Khouribga (em árabe: خريبكة, em castelhano: Juribga) é uma cidade do centro-norte de Marrocos, capital da província homónima, que faz parte da região de Chaouia-Ouardigha. Em 2004 tinha 165 976 habitantes e estimava-se que em 2012 tivesse 175 737 habitantes.
A cidade foi fundada em 1923 pelas autoridades coloniais do Protetorado Francês de Marrocos quando se descobriu a riqueza em fosfato da região, situada no chamado "planalto dos fosfatos".  Há várias minas, sobretudo na vizinhança da localidade de Wadi Zem, situada a 10 km de Khouribga, as quais fazem de Marrocos o principal exportador do mundo daquele produto.
A produção de fosfato foi iniciada em março de 1921 pela empresa Office Chérifien des Phosphates (OCP), criada a 7 de agosto de 1920. A produção mineira começou pela exploração subterrânea de um só nível de fosfatos; atualmente existem sete níveis. A OCP é a maior empresa pública de Marrocos e, além de explorar as minas, gere parte das infraestruturas sociais e desportivas da cidade e criou três localidades além Khouribga — Boujniba, Boulanouar e Hattan, — que no seu conjunto totalizam mais de 200 000 habitantes.
A cidade é a sede de um dos mais importantes clubes de futebol de Marrocos, o Olympique Khouribga.